# ديفيد غريس
ديفيد غريس (بالإنجليزية: David Grace)‏ هو لاعب سنوكر بريطاني، ولد في 5 مايو 1985 في ليدز في المملكة المتحدة.

## وصلات خارجية
- ديفيد غريس على موقع CueTracker.net (الإنجليزية)
- ديفيد غريس على موقع بطولة العالم للسنوكر (الإنجليزية)

- الموقع الرسمي